# Batyżowiecka Grań

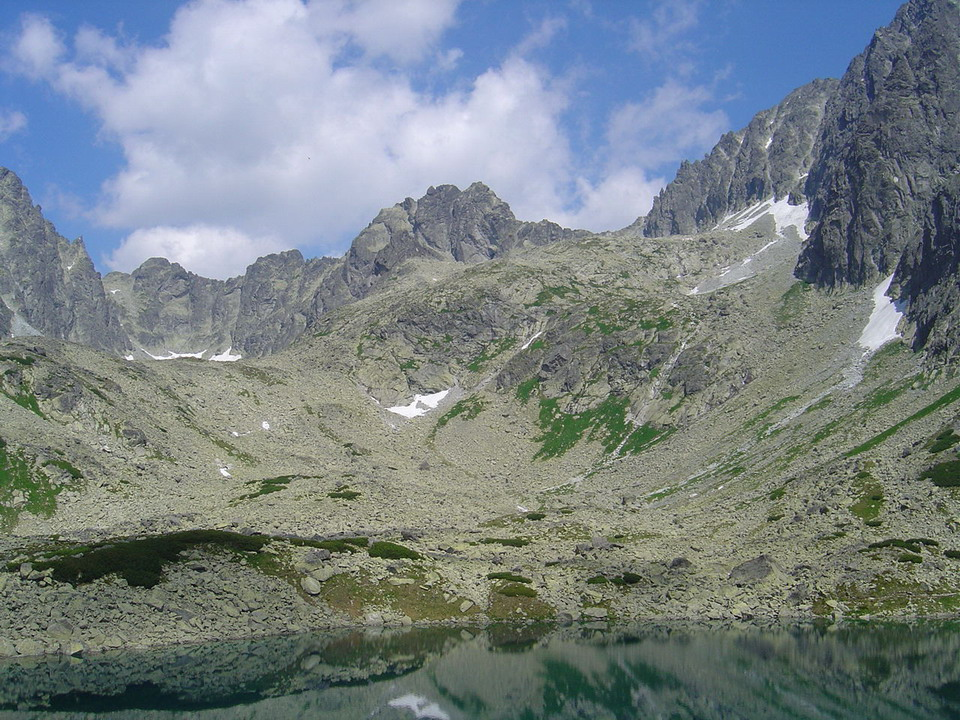
Batyżowiecka Grań od strony Doliny Batyżowieckiej (po lewej stronie zdjęcia)

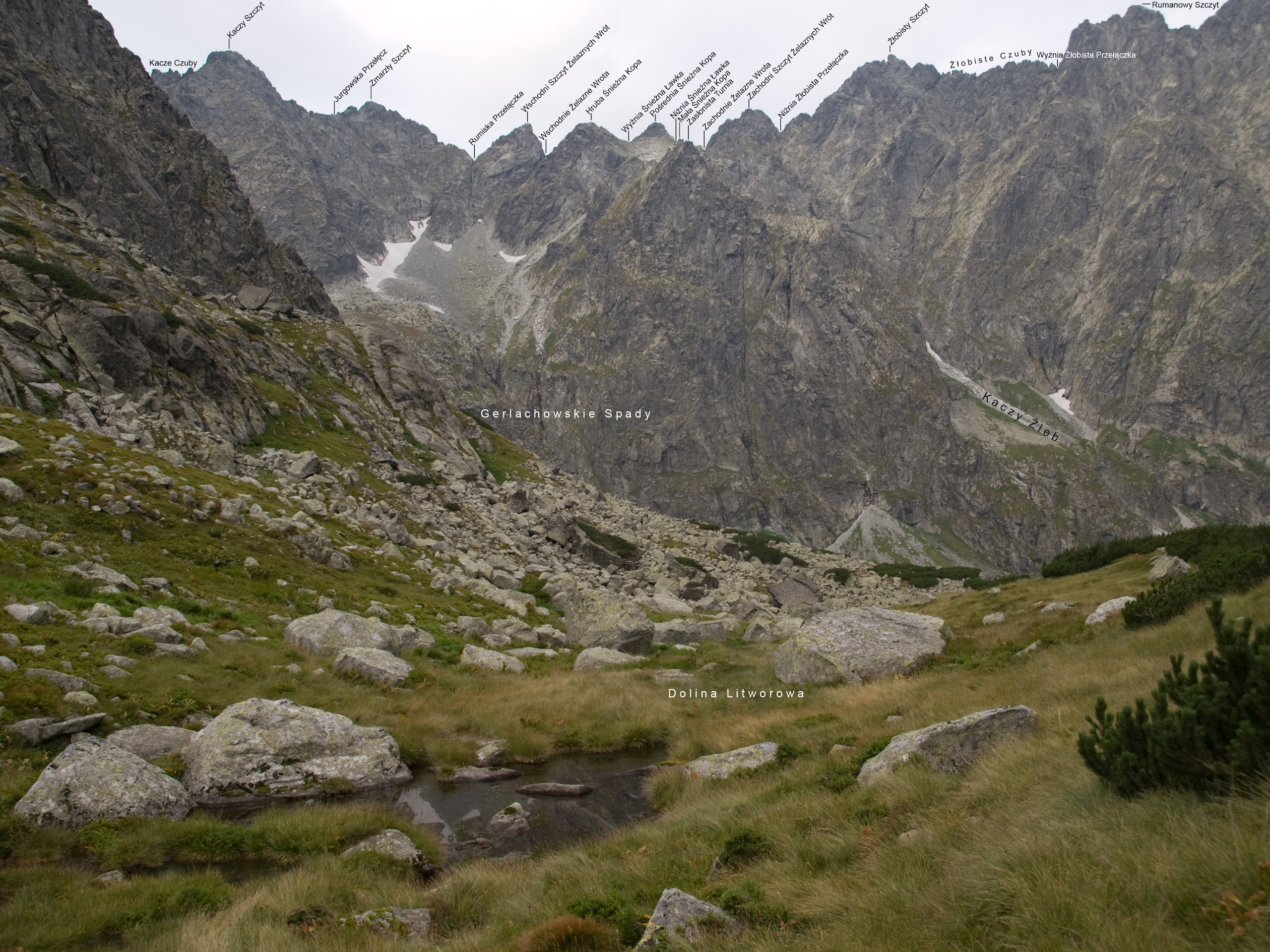
Fragment Batyżowieckiej Grani od strony Doliny Litworowej (po lewej stronie zdjęcia)

Batyżowiecka Grań (słow. Batizovský hrebeň, niem. Botzdorfer Grat, węg. Batizfalvi-gerinc) – grań stanowiąca fragment grani głównej Tatr Wysokich w ich słowackiej części. Batyżowiecka Grań ciągnie się od Zmarzłego Szczytu na zachodzie do wschodniego, najwyższego wierzchołka Batyżowieckiego Szczytu (tzw. Wielkiego Batyżowieckiego Szczytu) na wschodzie i zamyka od północy Dolinę Batyżowiecką. Na żaden z obiektów w Batyżowieckiej Grani nie prowadzą znakowane szlaki turystyczne, jej nazwa wywodzi się bezpośrednio od Doliny Batyżowieckiej i Batyżowieckiego Szczytu, a pośrednio od spiskiej wsi Batyżowce.
Obiekty w Batyżowieckiej Grani w kolejności od zachodu na wschód:
- Zmarzły Szczyt (Popradský Ľadový štít, 2390 m n.p.m.),
- Jurgowskie Wrótka (Popradská Ľadová štrbina),
- Jurgowska Przełęcz (Vyšné kačacie sedlo),
- Kaczy Szczyt (Kačací štít, 2401 m),
- Kacze Wrótka (Prostredné kačacie sedlo),
- Kacze Czuby (Kačací hrb),
- Kacza Przełęcz (Nižné kačacie sedlo),
- Batyżowiecka Turniczka (Batizovská vežička),
- Niżnia Batyżowiecka Szczerbina (Nižná Batizovská štrbina),
- Batyżowiecka Kopa (Batizovská kopa),
- Pośrednia Batyżowiecka Szczerbina (Prostredná Batizovská štrbina),
- Batyżowiecka Igła (Batizovská ihla),
- Mały Batyżowiecki Szczyt (Malý Batizovský štít, ok. 2445 m),
- Wyżnia Batyżowiecka Szczerbina (Vyšná Batizovská štrbina),
- Wielki Batyżowiecki Szczyt (Veľký Batizovský štít, 2448 m).

## Historia
Pierwsze przejścia Batyżowieckiej Grani:
- Ferenc Kienast, Johann Breuer i Paul Spitzkopf-Urban, 8 sierpnia 1907 r. – letnie (od wschodu na zachód),
- Zygmunt Klemensiewicz, Roman Kordys i Aleksander Znamięcki, 8 sierpnia 1907 r. – letnie (od zachodu na wschód).

Wyżej wymienione zespoły dokonały przejścia tego samego dnia, minęły się na Kaczej Przełęczy.
Zimą odcinek od Zmarzłego Szczytu do Kaczego Szczytu i z powrotem jako pierwsi pokonali Józef Lesiecki i Józef Oppenheim 13 kwietnia 1914 r. Brak informacji o pierwszym zimowym przejściu całej grani.